# Rugby 7 na Igrzyskach Wspólnoty Narodów
Rugby 7 na Igrzyskach Wspólnoty Narodów – międzynarodowe zawody w rugby 7 rozgrywane w ramach Commonwealth Games.
W programie tej imprezy rugby 7 znajdowała się od XVI igrzysk rozegranych w Kuala Lumpur w 1998 roku. Była jednym z dwóch, prócz boksu, sportów, w którym występowali tylko mężczyźni, istniała jednak możliwość zorganizowania turnieju żeńskiego. W październiku 2014 roku ogłoszono, iż od XXI igrzysk będą rozgrywane również zawody kobiet.
W pierwszych czterech turniejach niepokonani byli Nowozelandczycy, ich hegemonię przełamali w piątej edycji reprezentanci RPA. W 2018 roku triumfowały obie reprezentacje Nowej Zelandii.

## Medaliści

### Mężczyźni
| Rok  | Miejsce      |                   |               |                   |
| ---- | ------------ | ----------------- | ------------- | ----------------- |
| 1998 | Kuala Lumpur | Nowa Zelandia     | Fidżi         | Australia         |
| 2002 | Manchester   | Nowa Zelandia     | Fidżi         | Południowa Afryka |
| 2006 | Melbourne    | Nowa Zelandia     | Anglia        | Fidżi             |
| 2010 | Delhi        | Nowa Zelandia     | Australia     | Południowa Afryka |
| 2014 | Glasgow      | Południowa Afryka | Nowa Zelandia | Australia         |
| 2018 | Gold Coast   | Nowa Zelandia     | Fidżi         | Anglia            |

### Kobiety
| Rok  | Miejsce    |               |           |        |
| ---- | ---------- | ------------- | --------- | ------ |
| 2018 | Gold Coast | Nowa Zelandia | Australia | Anglia |